# Piratenpartij (Zweden)

Piratenpartijen in de verschillende landen
Gekozen in het Europees Parlement
Nationaal gekozen
Lokaal gekozen
Ingeschreven voor verkiezingen
Geregistreerd in sommige staten
Niet geregistreerd maar actief
Status onbekend

De Piratenpartij (Zweeds: Piratpartiet, afgekort PP) is een Zweedse politieke partij die op 1 januari 2006 werd opgericht door Rickard Falkvinge.
De Piratenpartij streeft onder meer naar hervormingen op het gebied van auteursrecht. Tevens wil de partij het patentensysteem afschaffen en de privacy van burgers, op internet en daarbuiten, vergroten.
Op haar hoogtepunt bemachtigde de partij 7 procent van de stemmen bij de Europese Parlementsverkiezingen 2009. In latere jaren ging de partij bij iedere verkiezing verder achteruit.
Ook buiten Zweden werden partijen met dezelfde naam en vergelijkbare doelstellingen opgericht. 

## Oprichting
Op 1 januari 2006 opende Rickard Falkvinge een website waarop de oprichting van de Piratenpartij (Piratpartiet, pp) aangekondigd werd samen met een prototype van het partijprogramma. Op 15 februari 2006 had de partij reeds de benodigde 1500 handtekeningen verzameld om zich officieel te kunnen laten registreren als een politieke partij, en per augustus 2007 telde ze circa 5700 leden. Ter vergelijking, de Milieupartij (mp) had destijds 7862 leden en de jeugdafdeling van de Zweedse conservatieve partij 8503 leden. Hierbij moet opgemerkt worden dat de razzia van de Zweedse politie tegen The Pirate Bay op 31 mei 2006 het ledenaantal van de Piratenpartij met 50% heeft doen toenemen. In latere jaren nam het ledenaantal van de partij weer af.
Op 10 maart 2010 is de Nederlandse Piratenpartij officieel geregistreerd bij de notaris.

## Partijprogramma
Het programma van de Piratenpartij kan samengevat worden in drie punten:
- de persoonlijke integriteit moet beschermd worden,
- cultuur moet vrijgelaten worden en
- patenten en privé-monopolies zijn schadelijk voor de samenleving.

De partij wijst erop dat in de samenleving van vandaag het individu op allerlei manieren in de gaten gehouden wordt, niet het minst in de digitale wereld. De huidige wetgeving op auteursrechten is volgens haar volledig achterhaald, en hindert vandaag de creativiteit. Daarom pleit zij ervoor dat de restricties op het kopiëren van informatie voor privé-doeleinden volledig opgeheven moet worden. Dit betekent dat het kopiëren van een MPG- of MP3-bestand voor eigen gebruik of om het door te sturen naar een vriend legaal gemaakt zou moeten worden, maar een volledige opheffing van de huidige patent- en auteursrechtwetgeving is dit niet. De partij erkent immers dat die wetgeving redelijk en noodzakelijk is voor bedrijven en personen met commerciële belangen.

## Partijstrategie
Over andere punten heeft de partij uitdrukkelijk geen mening. In haar beginperiode kondigde de partij aan dat haar stem in de Rijksdag te koop zou zijn in ruil voor de verwezenlijking van haar programma. Dat betekent dat zij zich a priori neutraal opstelde tussen de twee toenmalige grote blokken in de Zweedse politiek: de Alliantie voor Zweden die vier rechtse partijen groepeerde, en het linkse blok bestaande uit de sociaaldemocraten aangevuld met de Milieupartij en Links (v).

## Verkiezingen

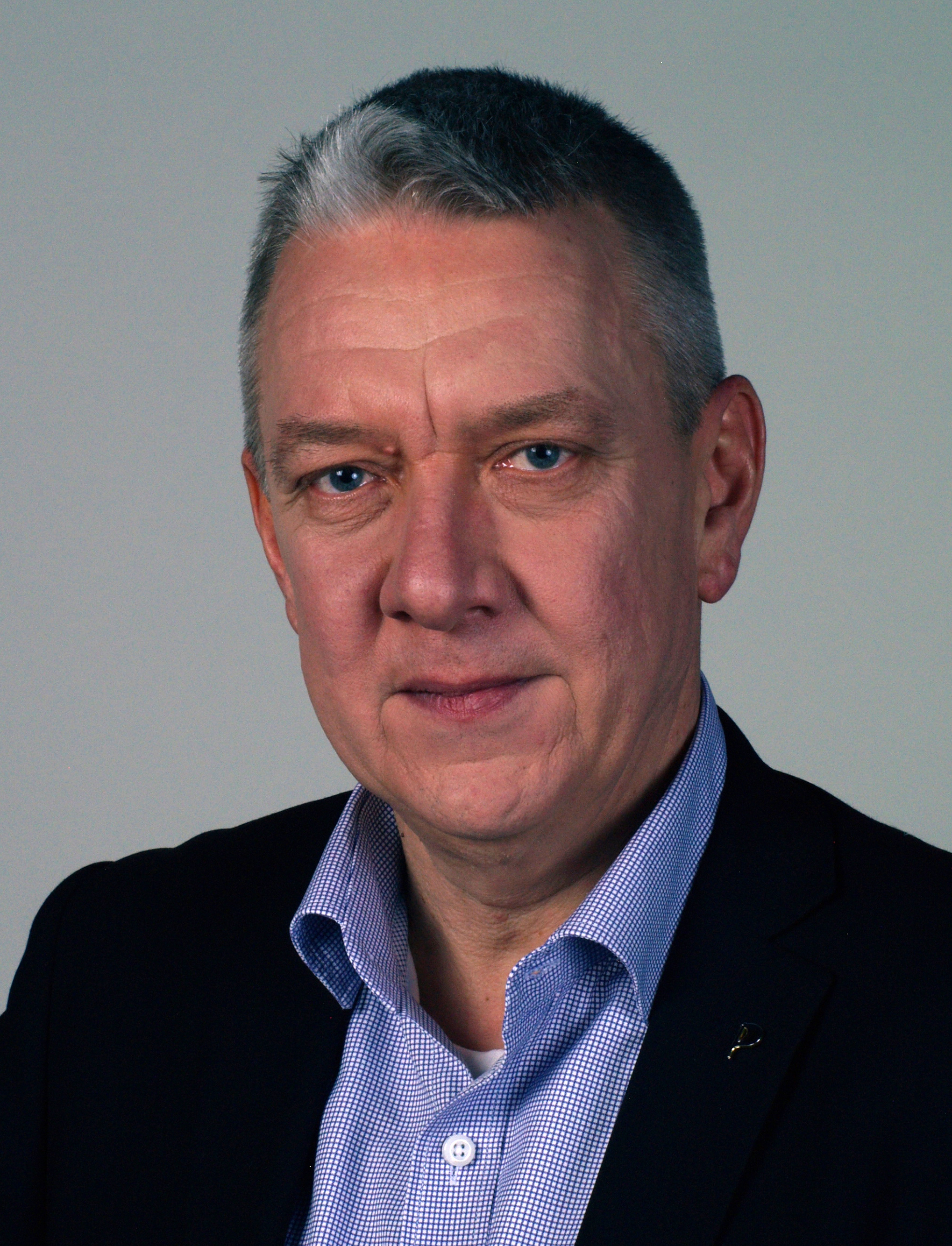
Christian Engström was namens de Piratenpartij tussen 2009 en 2014 Europarlementariër

### Nationaal
Bij Zweedse algemene verkiezingen van september 2006 behaalde de partij 34.918 stemmen, een percentage van 0,63%. Echter, de Zweedse kiesdrempel voor parlementszetels is 4%. Bij de verkiezingen van 2010 werd een kleine groei gemaakt naar 0,65%, maar deze uitslag was nog steeds ruim te weinig voor een zetel. De partij was op dat moment wel de grootste partij van Zweden buiten het parlement. Ook bij de parlementsverkiezingen van 2014 en 2018 werd bij lange na geen zetel behaald: bij laatstgenoemde verkiezingen veroverde de partij slechts 7326 stemmen (0,1%).

### Internationaal
In 2009 nam de Piratenpartij deel aan de Europese Parlementsverkiezingen, met Christian Engström als lijsttrekker. In een peiling van 29 april kwam de partij uit op 5,1%, hetgeen genoeg zou zijn voor een zetel. In een peiling van een maand later was de partij zelfs gegroeid tot 8,2%, goed voor twee zetels. Uiteindelijk werd met 7,1% van de stemmen een van de achttien zetels behaald die Zweden destijds in het Europees Parlement bezat. In 2011 kwam er nog een tweede parlementszetel bij, die werd ingevuld door Amelia Andersdotter. De partij sloot zich Europees aan bij De Groenen/Vrije Europese Alliantie.
Bij de Europese Parlementsverkiezingen 2014 leed de Piratenpartij een stevig verlies en raakte zij haar twee zetels kwijt. In 2019 zakte de partij nog verder weg, naar 0,64% van de stemmen.

## Invloed
Ook zonder zetel oefent de partij een zekere invloed uit op de Zweedse politiek: de Milieupartij, Links en de Gematigde Partij brachten in hun programma wijzigingen aan om een overloop van kiezers naar de Piratenpartij te voorkomen.
In 2006 verklaarde de toenmalige Zweedse minister van Justitie Thomas Bodström open te staan om de wetgeving te wijzigen zodat filesharing wettelijk zou worden, in ruil voor een nieuwe belasting op het gebruik van breedband. Later ontkende hij van standpunt te zijn veranderd op dit gebied.

## Partijleiders
- Rickard Falkvinge (2006–2011)
- Anna Troberg (2011–2016)
- Magnus Andersson (2016–2019)
- Katarina Stensson (sinds 2019)